# Universidad de Las Palmas de Gran Canaria Club de Fútbol
El Universidad de Las Palmas de Gran Canaria Club de Fútbol va ser un club de futbol canari de la ciutat de Las Palmas de Gran Canaria a Gran Canària. Es va dissoldre després de la temporada 2010-2011.

## Història
El club neix el 1994 amb el nom de Vegueta-Universidad. Es federà i canvià de nom esdevenint Universidad de Las Palmas de Gran Canaria CF. Arribà a la Segona B en només 4 temporades i a Segona Divisió en 6 anys.
La temporada 2001/02 es convertí en filial de la UD Las Palmas, desvinculant-se la temporada següent.

## Uniforme
En els seus inicis, el Vegueta - Universidad vestia totalment de blanc, amb detalls verds. Amb el canvi de nom adoptà el blau marí (d'aquí el sobrenom de setè de cavalleria).

## Dades del club
- Temporades a Primera divisió: 0
- Temporades a Segona divisió: 1
- Millor posició a la lliga: 20è (a Segona, temporada 00-01)
- Pitjor posició a la lliga: 20è (a Segona, temporada 00-01)

## Enllaços externs

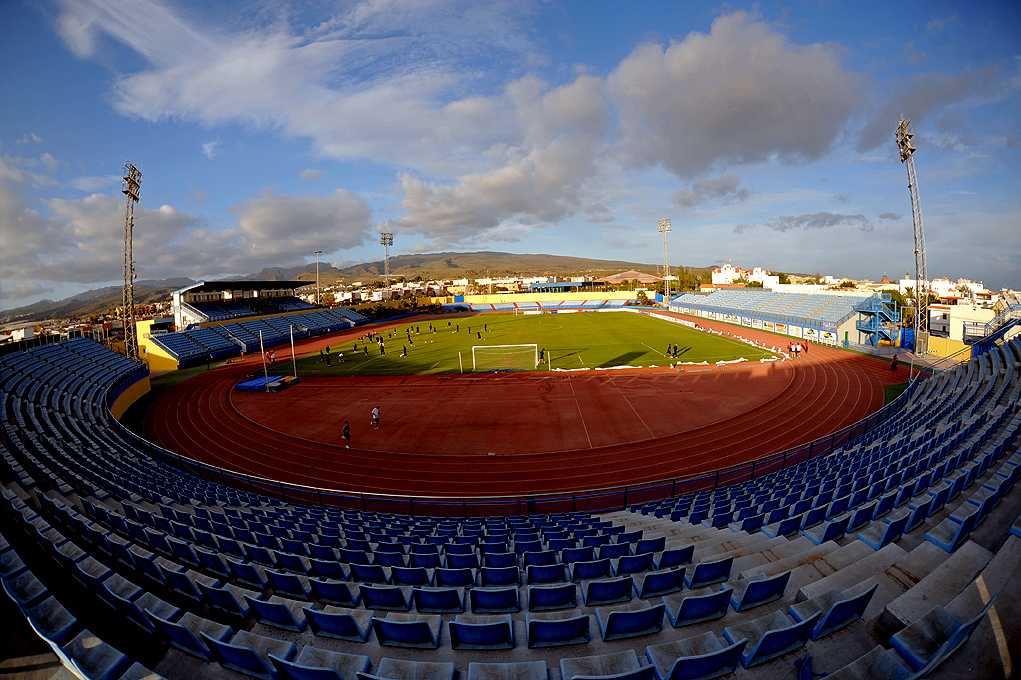
Estadi Municipal de Maspalomas, on el club jugà a Segona Divisió.
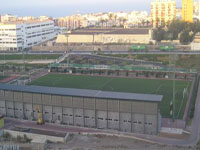
Estadi Alfonso Silva.
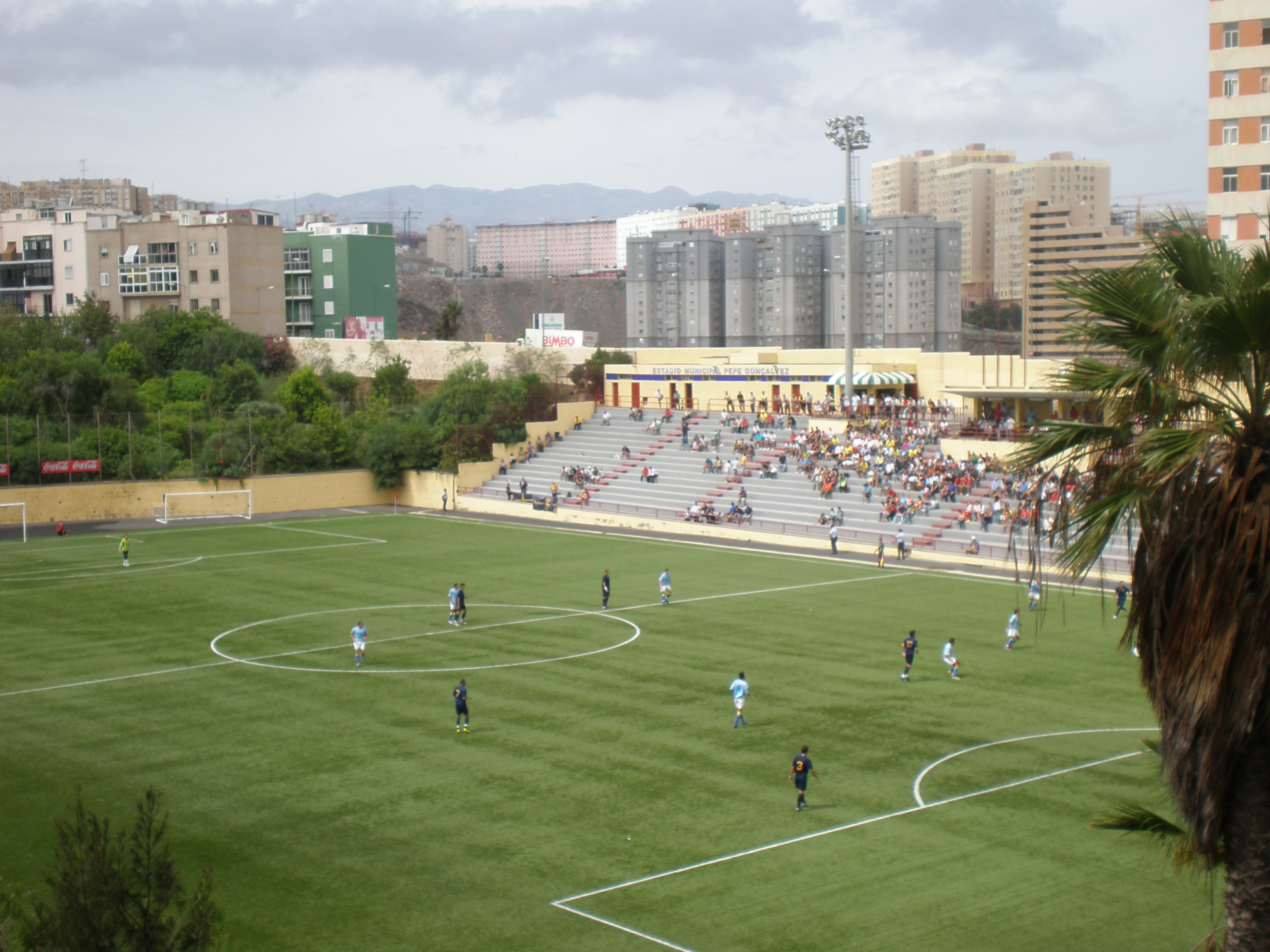
Estadi Pepe Gonçalvez, seu entre 2007 i 2011.